# 5675 Evgenilebedev
5675 Evgenilebedev (1986 RY5) là một tiểu hành tinh vành đai chính được phát hiện ngày 7 tháng 9 năm 1986 bởi Chernykh, L. I. ở Nauchnyj.